# Де Виванко, Росарио
Мари́я Роса́рио де Вива́нко Ро́ка (исп. María Rosario de Vivanco Roca, 3 июля 1949, Лима, Перу) — перуанская пловчиха. Участница летних Олимпийских игр 1964 и 1968 годов, чемпионка Южной Америки 1966 года. Первая женщина, представлявшая Перу на Олимпийских играх.

## Биография
Росарио де Виванко родилась 3 июля 1949 года в перуанском городе Лима.
В 1964 году вошла в состав сборной Перу на летних Олимпийских играх в Токио. В плавании на 100 метров вольным стилем заняла последнее, 8-е место в четвертьфинальном заплыве, показав результат 1 минута 9,0 секунды и уступив попавшей в полуфинал с 3-го места Улле Йефверт из Швеции. Также была заявлена на дистанциях 400 метров вольным стилем и комплексным плаванием, но не стартовала в них.
Де Виванко стала первой женщиной, представлявшей Перу на Олимпийских играх.
В 1966 году завоевала золотую медаль чемпионата Южной Америки на дистанции 200 метров вольным стилем.
В 1968 году вошла в состав сборной Перу на летних Олимпийских играх в Мехико. В плавании на 100 метров вольным стилем заняла 5-е место среди 8 участниц четвертьфинального заплыва, показав результат 1.04,7 и уступив 1,6 секунды попавшей в полуфинал с 3-го места Уте Шмук из ГДР. В плавании на 200 метров вольным стилем заняла 5-е место среди 6 участниц полуфинального заплыва, показав результат 2.22,2 и уступив 6,5 секунды выигравшей и попавшей в финал Миряне Шегрт из Югославии.
В начале 2000-х годов успешно выступала на ветеранских чемпионатах мира и Южной Америки, была неоднократной рекордсменкой мира среди ветеранов.

## Увековечение
В 2012 году введена в Зал спортивной славы Перу.